# ドイツ・クリスマスマーケット
ドイツ・クリスマスマーケット（ドイツ語: Deutscher Weihnachtsmarkt Osaka）は、大阪市の梅田スカイビルの1階広場で行われるクリスマスマーケット風屋内イベント。「ドイツ・クリスマスマーケット大阪」とも。

## 概要
梅田スカイビルに入居するドイツ総領事館が主催の、ドイツのクリスマスを味わえるイベント。毎年、11月中旬から12月25日まで開催される。
1階広場「ワンダースクエア」に、世界最大級のクリスマスツリー、世界に4つしかない木製のアンティークメリーゴーラウンド、ドイツの屋台「ヒュッテ」が出店され、ドイツのクリスマスグッズやワインやソーセージなどの食べ物が販売される。
2020年以降はコロナ禍を理由に中止されていたが、2022年に廃止される事が発表された。
なお周辺のイベントは継続されており、このクリスマスマーケットだけが廃止される事になった。